# Nicolás Gil Lavedra
Nicolás Gil Lavedra (Buenos Aires; 6 de diciembre de 1983) es un director de cine y guionista argentino.

## Biografía
Es hijo del abogado y juez del Juicio a las Juntas Militares, Ricardo Gil Lavedra. Dirigió las películas Identidad perdida y Verdades Verdaderas basada en la vida de Estela de Carlotto. En octubre del 2014 filmó el cortometraje La última carta, en donde se puede ver el reencuentro de Estela de Carlotto con su nieto Guido. 
En 2014 fue uno de los 30 directores que realizaron "Malvinas - 30 Miradas. Los cortos de nuestras Islas". El corto se llama Fragmentos y fue protagonizado por Rita Cortese.
En mayo del 2015, la escritora Claudia Piñeiro, pareja en ese momento del padre de Nicolás, confirmó en una entrevista que el mismo está trabajando en la adaptación de su novela Las grietas de Jara.
En el año 2018 estrena Las grietas de Jara protagonizada por Oscar Martínez, Joaquin Furriel, Soledad Villamil, Santiago Segura, Sara Salamo y  Laura Novoa.

## Filmografía
1. Identidad perdida - Cortometraje (2005).
2. La última carta - Cortometraje (2014).
3. Fragmentos - Cortometraje (2014).
4. Verdades verdaderas (2011).
5. Las grietas de Jara (2018).
6. Como el mar (2024).
7. Traslados - Documental (2024).